# 當魔鬼來敲門
《當魔鬼來敲門》（英語：Meeting Evil）是一部2012年美國推理驚悚片，由克里斯·費雪執導，山繆·傑克森和路克·威爾遜主演。電影改編自托馬斯·貝加的1992年同名小說；劇情講述幻想破滅的人夫約翰被一名神秘陌生人帶上了一場充滿謀殺的旅程，迫使他成為不惜一切代價保護家人的絕望英雄。電影2012年3月30日在美國採VOD發行，2012年5月4日在美國院線有限上映。

## 演員
- 山繆·傑克森飾演瑞奇[3]
- 路克·威爾遜飾演約翰·費爾頓
- 蕾絲莉·畢柏飾演瓊妮·費爾頓
- 佩頓·利斯特飾演塔米·斯特拉特
- 翠茜·索姆斯飾演拉蒂莎·羅傑斯
- 繆斯·沃森飾演法蘭克

## 反響
電影在爛番茄網站上根據8篇影評，好評度僅13%，平均得分4／10。

## 外部連結
- 互联网电影数据库（IMDb）上《當魔鬼來敲門》的资料（英文）